# Мошгайм
Мошгайм (нім. Moschheim) — громада в Німеччині, розташована в землі Рейнланд-Пфальц. Входить до складу району Вестервальд. Складова частина об'єднання громад Віргес.
Площа — 3,44 км2. Населення становить 735 ос. (станом на 31 грудня 2020).